# Kukruse
Kukruse es una localidad del municipio de Toila en el condado de Ida-Viru, Estonia, con una población censada a final del año 2011 de 52 habitantes. 
Se encuentra ubicada en el centro-norte del condado, junto a la costa del golfo de Finlandia (mar Báltico) y cerca de la carretera E20 que une Tallin con San Petersburgo.